# Преображенский монастырь (Бомбала)
Монастырь в честь Преображения Господня в Бомбала (англ. Holy Transfiguration Orthodox Monastery, Bombala) — православный мужской монастырь близ города Бомбала в Австралии в юрисдикции Австралийско-Новозеландской епархии Русской православной церкви заграницей.

## История
В 1982 году, по благословению архиепископа Павла (Павлова), иеромонах Алексий (Розентул) приобрёл 400 гектаров с домом земли на юго-востоке Снежных гор в Новом Южном Уэльсе вблизи года Бомбалы.
В 1983 году было закончено строительство главного здания, келий, трапезной, иконописной мастерской, гостиницы и небольшой библиотеки.
В 1984 году основано братство Преображенского монастыря.
13 августа 1987 года было получено официальное разрешение Архиерейского Синода Зарубежной Церкви на основание монастыря.
К концу 1990-х годов братия монастыря насчитывала четыре монаха и двух послушников.
18 августа 2010 года архимандрит Алексий (Розентул) был уволен на покой и остался в обители на правах духовника. Новым настоятелем назначен иеромонах Сергий (Шатров).
В монастыре проживает настоятель и 9 монахов. Богослужение совершается на английском и церковнославянском языках.
Престольный праздник Преображенской обители всегда привлекает большое количество богомольцев. Для всех паломников после освящения плодов предлагается обильная трапеза на монастырском дворе. Сюда приезжают не только русские, но и греки и сербы, многие из которых участвовали в строительстве монастырской церкви, братского корпуса, гостиницы для паломников и других зданий.

## Настоятели
- Алексий (Розентул), архимандрит (1984—2010)
- Сергий (Шатров), иеромонах (с 2010)

## Реквизиты
- Адрес — Richardsons Road Bombala, NSW 2632 Australia
- Тел. — + 61 (0)2 6458 3009